# John Sama
John Sama (né le 24 mars 1972 au Sierra Leone) est un joueur de football international sierraléonais, qui évolue au poste de défenseur.

## Biographie

### Carrière en sélection
Avec l'équipe de Sierra Leone, il figure dans le groupe des sélectionnés lors des Coupes d'Afrique des nations de 1994 et de 1996.
Sama joue également deux matchs comptant pour les tours préliminaires de la coupe du monde 1998.